# همزی
همزی (به انگلیسی: Hamsey) یک روستا و محله مدنی در بریتانیا است که در Lewes واقع شده‌است. همزی ۱۱٫۴۴ کیلومتر مربع مساحت و ۶۳۲ نفر جمعیت دارد.